# Biograd na Moru
Biograd na Moru (régen Belgrad, Bijeli grad, magyarul: Tengerfehérvár, latinul: Alba Maris, olaszul: Zaravecchia) város és község Horvátországban, Zára megyében. A középkori Horvát Királyság fővárosa.

## Fekvése
Zárától 28 km-re délkeletre, Dalmácia északi részén, a Pašman-csatorna partján egy kis félszigeten és környékén fekszik. A félsziget északi oldalán a Bošana-öböl, déli oldalán a Soline-öböl helyezkedik el. A januári középhőmérséklet 7 °C, a júliusi 24.5 °C, az éves átlagos csapadékmennyiség 840 mm. A Soline-öbölben nagy, fenyőfákkal övezett homokos strand található. Biograd helyi kereskedelmi és közlekedési központ jó összeköttetéssel a környező parti városokkal és településekkel, valamint a szemközti Pašman-szigettel. A város területén halad át az Adria-parti főút és mintegy 15 km-re északra található a Zágráb–Split autópálya benkovaci csomópontja.

## Története
A régészeti leletek alapján a település parti részén az ókorban kikötő volt. A víz alatt 1,5-3 méter mélységben a parti római falak folytatásaként a római kikötői töltések maradványai találhatók. A keleti töltés zúzott kövekből épült és csúcsban végződik, míg a nyugati mólót nagy kőtömbökből L alakban építették. 160 méterre nyúlik a tengerbe, majd derékszögben megtörik, és további 45 métert folytatódik. A lelőhely az 1. és 4. század közötti időből származik.
Biograd a horvátok letelepedése után alapított település, amely a horvát államhatalom megszilárdításával az ősi Sidraga megye székhelye lett. Bíborbanszületett Konstantin említi először a birodalom kormányzásáról írt munkájában. Feltehetően az antik Blandone helyén keletkezett. 1000 körül a horvát trónharcok idején II. Baszileiosz bizánci császár elfoglalta, önkormányzatot adott neki, élére priort állított és a Velencei Köztársaság felügyeletére bízta, de 1018-ban III. Krešimir horvát király visszafoglalta és ekkor lett a Horvát Királyság székvárosa. A következő századokban még többször gazdát cserélt. 1059-ben IV. Krešimir horvát király püspökséget és Szent János tiszteletére bencés kolostort alapított itt. 1069-ben megalapította a Szent Tamás bencés apácakolostort is és adómentesség biztosításával gondoskodott az itteni királyi birtokok megműveléséről. 1097-ben Kálmán magyar király foglalta el, majd a horvát nemességgel kötött pacta conventa értelmében 1102-ben itt koronáztatta magát horvát királlyá. Biograd felemelkedése azonban szálka volt Zára és Velence szemében, melyek megkísérelték ezt kihasználni egymás kárára. 1115-ben Velence elfoglalta, de II. István magyar király visszafoglalta. 1125-ben a velencei flotta Domenico Michieli dózse vezetésével újra elfoglalta, kifosztotta és lerombolta, lakói Skradinra, Šibenikre és a környező szigetekre menekültek. A bencések ekkor alapították meg a csatorna túloldalán Tkon mellett a ćokovaci Szent Kozma és Damján bencés apátságot. A bencés nővérek Zárára, a püspökség pedig Skradinra települt át, mert ez a város a püspökség akkori határain belül helyezkedett el. Így jött létre a skradini püspökség.
Amikor 1202-ben a keresztesek elfoglalták Zárát, a zárai menekültek Biograd romos falai közé mentek és megalapították "Jadera Nova" várost, amelyet Zárába történt visszatérésük után az újjáépített Zárától való megkülönböztetésül "Zara Vecchiá"nak (azaz Ó-Zárának) hívtak. Később Domald cetinai comes, majd a templomosok vránai perjelségének birtoka volt, akik a toplicai ciszterci apátsággal pereskedtek érte. 1229-ben elpusztult városként említik. Ezután a bribiri Šubićok tartományuraságának része, végül mint volt templomos birtok, a johanniták vránai perjelségének birtoka lett. 1409-ben László nápolyi király a többi dalmáciai várossal együtt eladta a Velencei Köztársaságnak, amely 1797-ig meg is tartotta. A Velence és az Oszmán Birodalom közötti háborúkban többször érték súlyos károk, melyek betetőzéseként 1646-ban Ibrahim boszniai pasa elfoglalta és felgyújtotta. Ezután egészen a 19. századig jelentéktelen település volt.
1797-ig a Velencei Köztársaság része volt, majd miután a francia seregek felszámolták a Velencei Köztársaságot és a campo formiói béke értelmében osztrák csapatok szállták meg. 1806-ban a pozsonyi béke alapján a Francia Császárság Illír Tartományának része lett. 1815-ben a bécsi kongresszus újra Ausztriának adta, amely a Dalmát Királyság részeként Zárából igazgatta 1918-ig. A településnek 1857-ben 649, 1910-ben 1137 lakosa volt. Az első világháború után előbb a Szerb-Horvát-Szlovén Királyság, majd Jugoszlávia része lett. A második világháború idején a szomszédos településekkel együtt Olaszország fennhatósága alá került. Az 1943. szeptemberi olasz kapituláció után horvát csapatok vonultak be a településre, amely ezzel visszatért Horvátországhoz, mely Jugoszlávia része lett. A településnek 2011-ben 5569 lakosa volt, akik főként mezőgazdasággal és turizmussal foglalkoztak.

## Lakosság
| Lakosság változása | Lakosság változása | Lakosság változása | Lakosság változása | Lakosság változása | Lakosság változása | Lakosság változása | Lakosság változása | Lakosság változása | Lakosság változása | Lakosság változása | Lakosság változása | Lakosság változása | Lakosság változása | Lakosság változása | Lakosság változása |
| ------------------ | ------------------ | ------------------ | ------------------ | ------------------ | ------------------ | ------------------ | ------------------ | ------------------ | ------------------ | ------------------ | ------------------ | ------------------ | ------------------ | ------------------ | ------------------ |
| 1857               | 1869               | 1880               | 1890               | 1900               | 1910               | 1921               | 1931               | 1948               | 1953               | 1961               | 1971               | 1981               | 1991               | 2001               | 2011               |
| 649                | 693                | 675                | 796                | 1.044              | 1.137              | 1.181              | 1.495              | 1.806              | 2.115              | 2.418              | 3.486              | 4.560              | 5.315              | 5.259              | 5.569              |

## Nevezetességei
- Szent Anasztázia (sv. Stošija) szűz és vértanú tiszteletére szentelt plébániatemploma[7] a Biogradi-félszigeten egy magaslaton áll. Szent Anasztázia már a 10. században a plébánia védőszentje volt, tehát helyi tisztelete a kezdetektől fogva élt a településen. A korábban neki szentelt templomokat azonban az évszázadok során többször is lerombolták. A mai templomot 1761-ben építették. Hosszúsága 33, szélessége 12,50 és magassága 10 méter. A bejárat feletti tábla szerint a templomot Matija Karaman zárai érsek szentelte fel Ante Jurašović plébános idejében 1761-ben. Egyhajós barokk épület apszissal. A homlokzat tetején a védőszent szobra áll. Plébánosainak és híveinek áldozatkészségéből többször is megújították. A templomnak öt barokk oltára van, közülük a legértékesebb gazdagon faragva és aranyozva van. A feltámadt Krisztus és éneklő angyalok díszítik és a 18. század első felében készült. A templom a horvát kulturális örökség része. A plébániaház 1869-ben épült.[8][9]
- A templom északi oldalán emelkedik a kőből épített 30 méter magas harangtorony. A tornyot 1859-ben építették és egymás alatt három harang található benne. A harangokat 1925-ben Padovában öntötték és a Horvát Királyság alapításának ezredik évfordulója emlékére helyezték el a toronyban.[8]
- Az új temetőben áll a Mindenszentek templom, melyet Marijan Oblak érsek szentelt fel 1989-ben számos hívő és az állam képviselőinek jelenlétében.[9]
- A város központjában áll a városi múzeum, mely Biograd és környékének gazdag történelmi és kulturális emlékeit mutatja be. Maga az elhelyezésére szolgáló épület is kulturális emlék, mivel középkori romokon épült a 18. század végén és a 19. század elején. Hosszú ideig az I. Ferenc József által alapított Biogradi járás bírósága működött benne. A múzeum főbb kiállításai: régészeti gyűjtemény, 16. századi hajóroncsokról származó leletek gyűjteménye, néprajzi gyűjtemény, történeti kiállítás és galéria. A 16. századi hajóroncsokról származó leletek gyűjteménye egyedülálló az egész Adria térségében. Több mint tízezer, főként velencei hajóroncsokból kiemelt tárgyat tartalmaz. A legtöbb tárgy egy 1583-ban a Biogradtól néhány mérföldre délre fekvő Gnalić-szigetnél elsüllyedt, árukkal telerakott velencei kereskedelmi hajóról származik, melyet egy murteri halász talált meg 1967-ben. Azóta több alkalommal volt vízi régészeti feltárás tárgya és számos felbecsülhetetlen értékű tárgyat mentettek ki róla.[9]
- Keresztelő Szent János tiszteletére szentelt plébániatemploma a Biogradhoz tartozó Kosa – Torovi és Jankolovica településrészek hitéleti központja. A templomot 1987-ben kezdték építeni és 1988-ban szentelte fel Marijan Oblak zárai érsek. Modern, harmonikus épület, homlokzatán markáns kétnyílású harangtoronnyal, északi oldalához csatlakozó pasztorális központtal és plébániaházzal. Szembemiséző oltára, szentségtartója, keresztelőmedencéje és két szenteltvíztartója kőből készült.[9][10]
- A Szent Antal templomot a 19. század közepén építették. Abban az időben a tengerparton, a mélyen benyúló Jaz-öböl szélén állt. Az öblöt a 20. század elején feltöltötték és családi házakat építettek rá. A 20. század második felére a templom már alacsonyabb szinten állt a környező terepnél. Az egyhajós épületet fából ácsolt tetőzet, félköríves apszisát félkupola alakú boltozat fedi. Kívülről kőlapokkal burkolták. Homlokzatát a jellegzetesen dalmát típusú harangépítmény uralja. A templomot a 20. század végén teljesen megújították.[8][9]
- A Szent Rókus templom a 16. század végén és a 17. század elején épült a járványoktól védelmező szent tiszteletére. Első írásos említése 1653-ban történt amikor Ivan Senjanin felesége, Franica olajfáinak terméséből adományoz számára. Egyedülálló épület két oldalsó ablakkal, homlokzatán harangépítménnyel. Legértékesebb berendezési tárgya az aranyozott barokk 18. századi oltár. A templomot a 20. század közepéig kőfal övezte, melybe néhány, a középkori biogradi templomból származó faragott kőtöredék is be volt falazva.[8][9]
- Az 1885-ben épített világítótorony közelében találhatók a középkori Szent Katalin templom romjai.[11] Magát a templomot egy az ókortól a 20. századig használt kőbánya feletti sziklára építették. Egyhajós épület volt félköríves apszissal. Homlokzata a bányászati tevékenység következtében leomlott. Félköríves apszisa oldalt egyenes záródású, kis ablakokkal.[9]
- A városkapu a város középkori bejárata volt, majd a 16. századtól a 19. századig a megerősített település kapujaként szolgált. Miután Biogradot 1125-ben a velenceiek lerombolták az újjáépített települést a 16. században a szárazföld és a Jaz-öböl irányából védőfalakkal vették körül. A falakat három négyszögletes és egy ötszögű torony erősítette. A félköríves kapu felett Alvise Grimaninak Dalmácia és Albánia velencei kormányzójának címere és Biograd újjáépítését megörökítő felirata volt látható.[9]
- A Pašman-csatornában fekvő Babac-szigeten található a de Soppe család erődített nyári kastélya. A nyári kastélyból és gazdasági épületekből álló épületegyüttest a 15. század végén említik először, míg a 16. század végéról védőfalak és malom építéséról számol be egy írásos dokumentum. A védőfalak egy négyszögletes belső teret vesznek körül. A 16. század végén épített falakból a délnyugati rész és bástyája, valamint a reneszánsz homlokzat a bejárati kapuzattal és a de Soppe család címerével maradt meg legépebben. A közelében található a Szent András templom, amely bár korábban épült szerves részét képezte a család birtokának, melynek címere a homlokzatára van befalazva. Az épületegyüttes a török háborúk idején menedékhelyül szolgált a szárazföldi partvidék lakosságának. A megerősített nyári kastély kiemelkedő példája a Zára környéki nyaralóépítészetnek.[9]
- A vincés nővérek új kolostorát 1992. november 5-én szentelte fel Marijan Oblak püspök.[8]
- A Szent János evangélista templomot 1076-ban szentelték fel. A bencés kolostorhoz tartozott, amelyet a 11. század második felében IV. Petar Krešimir horvát király alapított. Az 1 méter magasságú falmaradványok azt mutatják, hogy háromhajós, 29 x 12,5 méteres bazilika volt, nyugaton előcsarnokkal, a keleten pedig három félköríves apszissal. A templom falait kívülről lizénák tagolták. A templom belsejét az apszisban talált maradványok szerint freskók díszítették.[12]
- A Szent Tamás templom egykor ahhoz a bencés apácakolostorhoz tartozott, amelyet IV. Petar Krešimir horvát király alapított a 11. században. Alaprajzát tekintve háromhajós épület volt, a keleti oldalon három félköríves apszissal. Ma nem látható, mert maradványai felett családi házak és aszfaltút épült.[13]
- A Biba-Jader (Vrána-Zára) római vízvezeték maradványai a Gajina[14] és a Gladuša[15] nevű településrészeken.

## Galéria
- A Szent Anasztázia-plébániatemplom
- A Szent Anasztázia-templom belső tere
- A harangtorony
- A Szent Antal-kápolna
- A Szent Rókus-kápolna
- A belváros látképe
- Kikötői részlet
- Kikötői részlet
- Kikötői részlet